# Manuel Vidrio
Manuel Vidrio Solís, plus connu sous le nom de Manuel Vidrio, né le 23 août 1972 à Teocuitatlán au Mexique, est un footballeur international mexicain. 

## Carrière

### Joueur
- 1991-1996 : Chivas de Guadalajara -  Mexique
- 1996-1997 : Deportivo Toluca -  Mexique
- 1997-1998 : UAG Tecos -  Mexique
- 1999-2002 : CF Pachuca -  Mexique
- 2002 : Osasuna -  Espagne
- 2003-2005 : CF Pachuca -  Mexique
- 2006 : Veracruz -  Mexique

### Entraîneur
- Avril 2009-Juin 2010 : Équipe du Mexique (entraîneur adjoint) -  Mexique
- Depuis Novembre 2010 : Real Saragosse (entraîneur adjoint) -  Espagne

### En équipe nationale
37 sélections et 1 but avec  Mexique entre 1993 et 2002.

## Palmarès

### En club
- Avec CF Pachuca :
  - Champion du Mexique en 1999 (Invierno), 2001 (Invierno) et 2003 (Apertura).
  - Vainqueur de la Ligue des champions de la CONCACAF en 2002.

### En sélection
- Avec l'équipe du Mexique :
  - Finaliste de la Copa América en 2001.